# Barbeuia madagascariensis
Barbeuia madagascariensis Steud., 1840 è una pianta angiosperma dell'ordine Caryophyllales, endemica del Madagascar. È l'unica specie nota del genere Barbeuia Thouars, 1806 e della famiglia Barbeuiaceae Nakai, 1942.

## Distribuzione e habitat
Questa specie cresce nelle provincie di Antsiranana, Fianarantsoa, Toamasina e Toliara, dal livello del mare sino a 1.500 m di altitudine.